# Nematothecium vinosum
Nematothecium vinosum är en svampart som beskrevs av Syd. & P. Syd. 1912. Nematothecium vinosum ingår i släktet Nematothecium och familjen Pseudoperisporiaceae.   Inga underarter finns listade i Catalogue of Life.